# Jordan Schwartz
Jordan Schwartz (New Haven, Connecticut, EE. UU., 22 de octubre de 1965) es un alto ejecutivo y líder de opinión en el ámbito de la financiación multilateral para las economías emergentes. Tras una trayectoria de 25 años en el Banco Mundial, actualmente es vicepresidente ejecutivo y director general de Operaciones del Banco Interamericano de Desarrollo (BID). En esta posición, preside el Comité de Operaciones y Políticas, supervisando las funciones de calidad, estrategia y gestión de riesgos de todas las operaciones de la institución.
En 2023, el Grupo BID (compuesto por el BID, que trabaja con gobiernos; BID Invest, el brazo del sector privado; y BID Lab, el brazo de innovación y capital de riesgo) financió y movilizó cerca de 24.3 mil millones de dólares. El Grupo BID es la principal fuente de financiamiento para el desarrollo sostenible e inclusivo en América Latina y el Caribe. 

## Educación
Jordan Schwartz obtuvo un máster en Ciencias por la Escuela de Servicio Exterior de la Universidad de Georgetown, en Washington D. C.
Se graduó magna cum laude en Relaciones Internacionales por la Universidad de Tufts de Boston Massachusetts.

## Carrera
Jordan Schwartz se desempeña en el campo del desarrollo económico desde 1991, enfocándose en la financiación y regulación de infraestructuras, la sostenibilidad y el papel del sector privado. Ha ocupado altos cargos en el Banco Interamericano de Desarrollo y el Banco Mundial, además de tener una extensa experiencia en consultoría comercial. Ha trabajado en toda América Latina y el Caribe, Asia Oriental y el Pacífico, y Europa Central.
Fue Director del Banco Mundial para Argentina, Paraguay y Uruguay entre 2019 y 2023, período en el que incrementó el programa de apoyo del organismo al Cono Sur en medio de una extensa crisis económica, financiera y sanitaria.  A lo largo de este tiempo, sus equipos lograron el primer y mayor financiamiento del Banco Mundial dirigido a la respuesta del COVID y las vacunas deARNm en la región. Además concretaron la financiación para la culminación del Sistema de Tratamiento de Aguas Residuales Matanza-Riachuelo en Argentina, el mayor programa de inversión en saneamiento de América Latina y el Caribe (ALC).
Previamente, fue Director de Financiación de Infraestructura, Asociaciones Público-Privadas y Garantías del Banco Mundial (2017-2019), contribuyendo a diversificar el uso de garantías en todos los sectores de infraestructura.  Fue asimismo Director del Hub de Infraestructura y Desarrollo Urbano en Singapur (2015-2017), y diseñó y dirigió el Fondo para la Infraestructura Mundial, el mayor mecanismo de preparación de proyectos del mundo para proyectos privados y sostenibles.

## Otras actividades
En el sector privado, Jordan Schwartz ocupó altos cargos; en Deloitte Touche como Director de Infraestructuras y Servicios Públicos (1995-1998), y en Booz Allen Hamilton en consultoría de gestión de servicios públicos y transportes (1991-1995).

## Publicaciones
Jordan Schwartz es coautor, junto a los economistas Luis Andrés y José Luis Guasch, del libro Uncovering the Drivers of Utility Performance: The Role of the Private Sector, Regulation, and Governance in the Power, Water, and Telecommunication Sectors (Descubriendo los impulsores del desempeño de las empresas de servicios públicos: el papel del sector privado, la regulación y la gobernanza en los sectores de energía, agua y telecomunicaciones), así como de varios artículos sobre relación entre riesgo e inversión.